# Палладийтриванадий
Палладийтриванадий — бинарное неорганическое соединение
палладия и ванадия
с формулой PdV3,
кристаллы.

## Получение
- Сплавление стехиометрических количеств чистых веществ:

{\displaystyle {\mathsf {Pd+3V\ {\xrightarrow {840^{o}C}}\ PdV_{3}}}}

## Физические свойства
Палладийтриванадий образует кристаллы
кубической сингонии,
пространственная группа P m3n,
параметры ячейки a = 0,4815 нм, Z = 2,
структура типа силицида трихрома Cr3Si
.
Соединение образуется по перитектической реакции при температуре 840°C.